# Atmósfera secundaria
La atmósfera secundaria se forma por actividad volcánica interna, o por acumulación de material procedente de impactos de cometas.

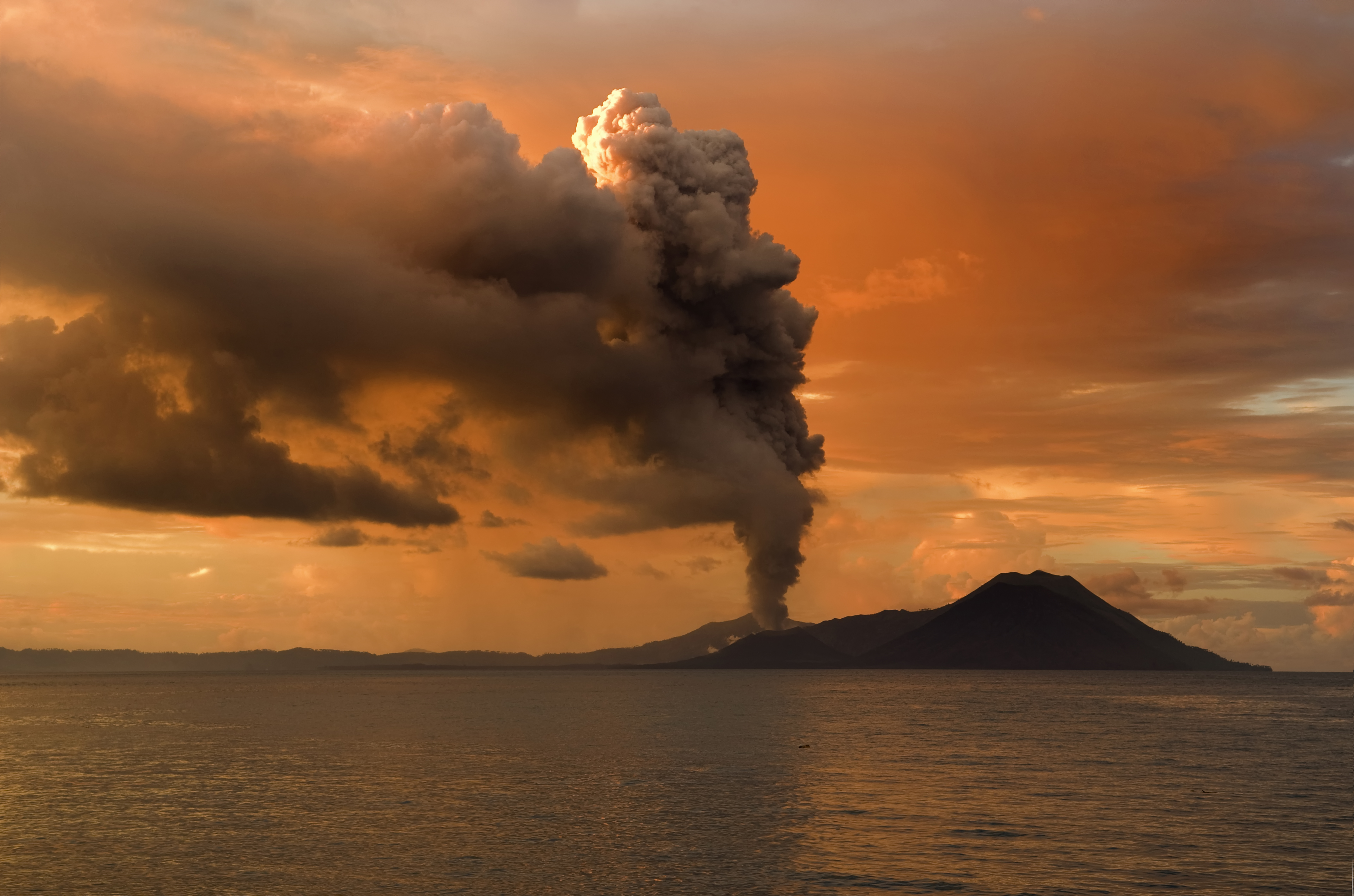
Atmosfera Volcánica

## Descripción
Una atmósfera secundaria es una atmósfera de un planeta que no se formó por acreción durante la formación de la estrella del planeta. Es característica de los planetas terrestres, entre los que se incluyen los demás planetas terrestres del Sistema Solar: Mercurio,  Venus y Marte. Las atmósferas secundarias son relativamente delgadas en comparación con  atmósferas primarias como la de Júpiter. El procesamiento posterior de una atmósfera secundaria, por ejemplo por los procesos de vida biológica, puede producir una atmósfera terciaria, como la de la Tierra.

## Composición
La composición química es descrita conteniendo: monóxido de carbono (CO), ácido sulfhídrico (SH₂), vapor de agua (H₂O) e hidrógeno (H₂). En este ambiente pobre en oxígeno, más bien de carácter reductor (por su elevado contenido de hidrógeno, sus reacciones químicas involucraban ganancia de electrones) se cree que se haya formado la vida en nuestro planeta.